# نادژدا زیبر-شومووا
نادژدا الیمپیونا شومووا، بعداً زیبر-شومووا (روسی: Надежда Олимпиевна Зибер-Шумова؛ ۷ مه [۱۹ مه] ۱۸۵۶ – ۱۱ مه ۱۹۱۶) نخستین زن استاد بیوشیمی در امپراتوری روسیه بود که سهم قابل‌توجهی در شکل‌گیری و توسعه این علم داشت.

## زندگی‌نامه
او در ۷ مه ۱۸۵۶ در روستوف به دنیا آمد. پدرش الیمپی آلکسیویچ شوموف و مادرش الکساندرا میخائیلونا شومووا بودند. خانواده دارای ۸ فرزند بود و نادژدا کوچک‌ترین آن‌ها بود. بعدها او و خانواده‌اش به سن پترزبورگ نقل مکان کردند، جایی که دوران کودکی و نوجوانی خود را سپری کرد. پس از فارغ‌التحصیلی موفقیت‌آمیز از دبیرستان زنان ماریینسکایا، وارد دوره‌های عالی زنان ولادیمیر شد که سبک آموزشی مشابه دانشگاه داشت تا تحصیلات پزشکی کسب کند. در آنجا در کلاس‌های اساتید مشهور، از جمله دیمیتری مندلیف، الکساندر بوتلروف و آندری فامینتسین شرکت کرد.
تحت راهنمایی الکساندر بوتلروف، او در یک دوره آزمایشگاه شیمی خصوصی به تجزیه و تحلیل کیفی و کمی پرداخت، و پس از آن با موفقیت آزمون‌های شیمی معدنی و آلی را گذراند.
نادژدا آرزوی تحصیلات عالی پزشکی را داشت، اما در روسیه این امر برای زنان غیرممکن بود، بنابراین او به اروپا رفت. ابتدا در دانشکده فلسفه دانشگاه هایدلبرگ تحصیل کرد، جایی که به مطالعه فیزیک و شیمی پرداخت. سپس به پاریس رفت، جایی که زنان اجازه تحصیل در علوم طبیعی و پزشکی داشتند. در کالج دو فرانس، نادژدا در کلاس‌های آناتومی شرکت کرد و به تمرین پزشکی پرداخت. چند سال بعد، خواهرش، کاترینا، نیز به او پیوست و وارد دانشکده پزشکی شد.
در سال ۱۸۷۴، نادژدا به روسیه بازگشت و با نیکلای زیبر ازدواج کرد، کسی که در آن زمان استادیار گروه اقتصاد سیاسی و آمار در نیکولای زیبر در کیف بود. او همچنین یکی از نخستین حامیان مارکسیسم در روسیه بود. در سال ۱۸۷۵، پس از بازنشستگی نیکلای زیبر، آن‌ها به سوئیس نقل مکان کردند، جایی که نادژدا به تحصیل پزشکی در دانشگاه برن ادامه داد. در طول تحصیل در دانشگاه، زیبر-شومووا در حال حاضر چندین مقاله علمی منتشر کرده بود. این دانشگاه همچنین دارای یک گروه تحقیقاتی به رهبری مارسلی ننکی بود که نادژدا در سال ۱۸۷۷ به آن پیوست. در سال ۱۸۸۰، او مدرک دکترای پزشکی خود را با پایان‌نامه‌ای تحت عنوان «سهمی در شناخت مخمرها» از دانشگاه برن دریافت کرد.
پس از فارغ‌التحصیلی، به مدت ۴ سال در آزمایشگاه ننکی کار کرد و در سال ۱۸۸۴، نادژدا به عنوان دستیار در شیمی فیزیولوژیکی در دانشگاه برن انتخاب شد. او نخستین زنی بود که در این دانشگاه موقعیت تحقیقاتی تمام‌وقت دریافت کرد. در طول همکاری با ننکی، زیبر-شومووا در مجموع ۳۰ مقاله علمی در زمینه شیمی و بیوشیمی نوشت.
مهم‌ترین کاری که نادژدا و مارسلی با هم انجام دادند مربوط به ساختار همین - یک پروتئین خونی - بود. تحقیقات آن‌ها بر اساس مجموعه‌ای از نتایج تجزیه همین به محصولات مختلف بود که توسط گروه ننکی در طول سال‌ها انجام شده بود. این تحقیق یکی از نخستین مطالعات در این زمینه بود.
آن‌ها همچنین یک «آزمون بیوشیمیایی» توسعه دادند که به ارزیابی شدت فرآیندهای اکسایشی از طریق اندازه‌گیری میزان بنزن اکسیده‌شده در بدن حیوان کمک می‌کرد. این آزمون امکان ارزیابی پتانسیل اکسایشی بدن را فراهم می‌کرد. ننکی از آن برای مطالعه تعدادی از بیماری‌ها استفاده کرد و دریافت که در مواردی مانند لوسمی، مسمومیت با فسفر، و تحت تأثیر برخی داروها، ظرفیت اکسایشی بدن به‌طور چشمگیری کاهش می‌یابد، در حالی‌که در دیابت، شدت فرآیندهای اکسایشی تغییری نمی‌کند. این مطالعات نشان دادند که محل اختلالات متابولیک باید در مراحل ابتدایی تبدیل مولکول کربوهیدرات جستجو شود.
علاوه بر این، آن‌ها روشی برای تشخیص اوروبیلین در ادرار توسعه دادند که بر اساس شناسایی یک باند جذب خاص در طیف‌سنجی ادراری بود که اسید سولفوریک به آن اضافه شده بود. این روش با نام «آزمون ننکی-زیبر» شناخته می‌شود. آن‌ها همچنین روشی برای تولید اکسی‌کتون‌ها از اسیدهای چرب و فنول‌ها پیشنهاد دادند.
در سال ۱۸۸۸، نیکلای زیبر درگذشت و نادژدا تمام وقت خود را وقف علم کرد. او تا سال ۱۸۹۱ در دانشگاه برن کار کرد، هرچند که در سال ۱۸۹۰، او و ننکی دعوت‌نامه‌ای برای کار در دپارتمان تازه‌تأسیس شیمی در مؤسسه سلطنتی پزشکی تجربی (که امروزه مؤسسه پزشکی تجربی نام دارد) دریافت کردند. همچنین، او در تاریخ ۲۱ ژوئیه تا ۲ اوت ۱۸۹۰ به سن پترزبورگ آمد، ظاهراً برای مذاکره با دوک الکساندر اولدنبورگ دربارهٔ امکان کار در مؤسسه پزشکی تجربی.